# 3194 Dorsey
3194 Dorsey eller 1982 KD1 är en asteroid i huvudbältet som upptäcktes den 27 maj 1982 av den amerikanska astronomen Carolyn S. Shoemaker vid Palomar-observatoriet. Den är uppkallad efter amerikanen Dorsey Taylor Shoemaker Jr.
Asteroiden har en diameter på ungefär 13 kilometer och den tillhör asteroidgruppen Eos.